# Rosa Mota
Rosa María Correia dos Santos Mota (Porto, 29 giugno 1958) è un'ex maratoneta e mezzofondista portoghese, campionessa olimpica, mondiale e tre volte europea di maratona.

## Biografia
Per i risultati ottenuti in carriera, titolo olimpico, mondiale e tre titoli europei, l'atleta portoghese è da considerarsi una delle più grandi maratonete di tutti i tempi, anche in considerazione del fatto che la maratona fa parte dei programmi delle manifestazioni internazionali di atletica leggera, non da molti anni.
Rosa Mota a Seul 1988 è stata anche il primo oro olimpico in assoluto dello sport portoghese al femminile, ed il secondo in assoluto dopo quello maschile conquistato solo l'Olimpiade precedente, a Los Angeles 1984, dall'altro maratoneta Carlos Lopes.
Per il Portogallo, ha avuto l'onore di portare la fiamma olimpica ai Giochi olimpici di Atene 2004 e la bandiera della IAAF, assieme agli atleti Frank Fredericks ed Heike Drechsler, ai Campionati del mondo di atletica leggera di Osaka 2007.

## Record nazionali

### Seniores
- 10 km (su strada): 31'35" ( Ohme, 15 febbraio 1987)
- 1 ora: 18 027 m ( Lisbona, 14 maggio 1983)
- 20000 metri piani: 1h06'55"5 ( Lisbona, 14 maggio 1983)
- 25 km (su strada): 1h25'46" ( Berlino, 7 maggio 1989)
- Maratona: 2h23'29" ( Chicago, 20 ottobre 1985)

## Palmarès

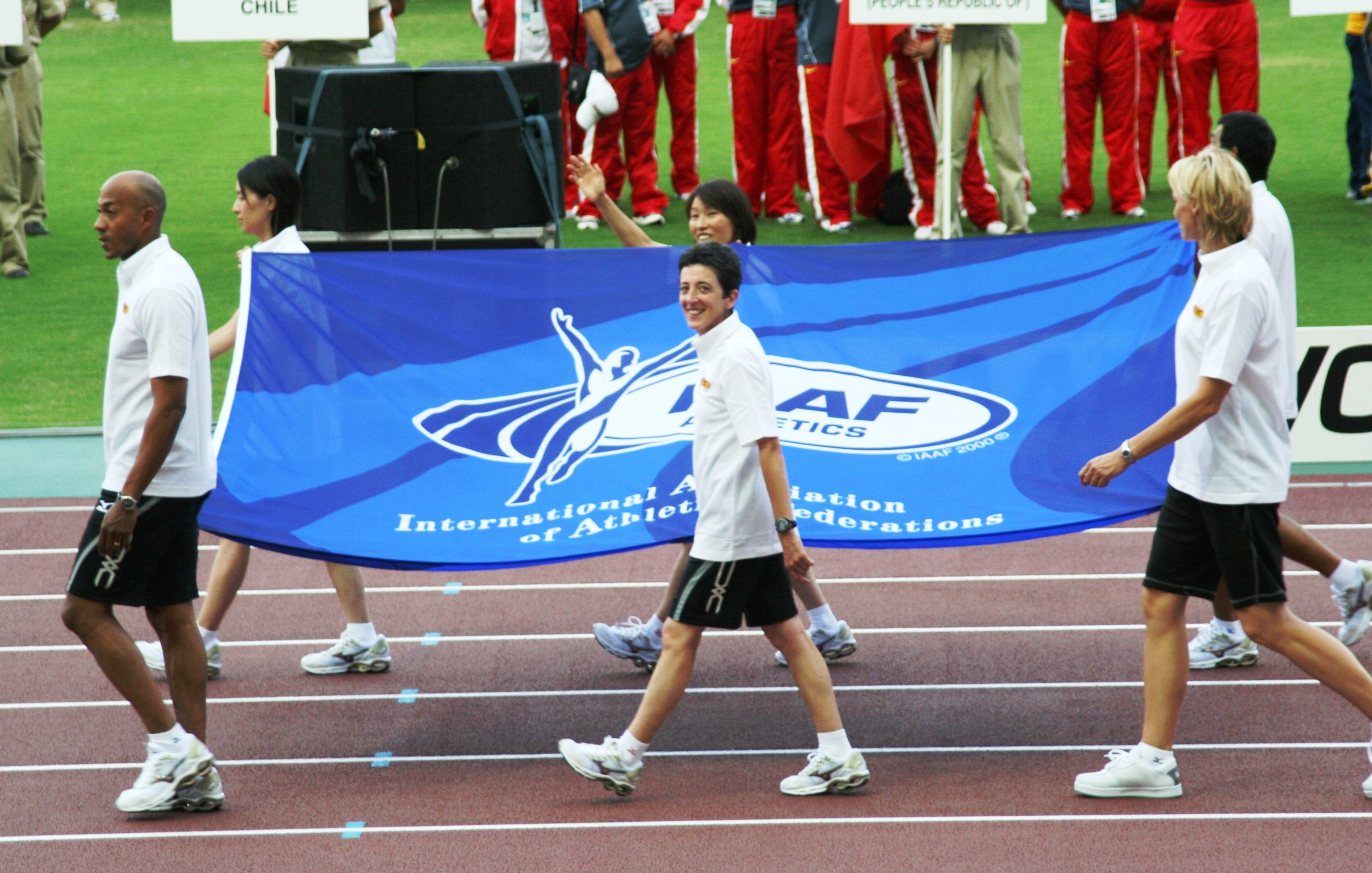
La bandiera della IAAF trasportata, fra gli altri, da Frank Fredericks, Rosa Mota e Heike Drechsler.

| Anno | Manifestazione    | Sede            | Evento         | Risultato | Prestazione | Note                  |
| ---- | ----------------- | --------------- | -------------- | --------- | ----------- | --------------------- |
| 1981 | Mondiali di cross | Madrid          | Corsa seniores | 18ª       | 14'51"      |                       |
| 1982 | Mondiali di cross | Roma            | Corsa seniores | 21ª       | 15'10"7     |                       |
| 1982 | Europei           | Atene           | Maratona       | Oro       | 2h36'03"    |                       |
| 1983 | Mondiali di cross | Gateshead       | Corsa seniores | 24ª       | 14'24"      |                       |
| 1983 | Mondiali          | Helsinki        | Maratona       | 4ª        | 2h31'50"    |                       |
| 1984 | Mondiali di cross | East Rutherford | Corsa seniores | 24ª       | 16'38"      |                       |
| 1984 | Giochi olimpici   | Los Angeles     | 3000 m piani   | Batteria  | dnf         |                       |
| 1984 | Giochi olimpici   | Los Angeles     | Maratona       | Bronzo    | 2h26'57"    |                       |
| 1985 | Mondiali di cross | Lisbona         | Corsa seniores | 13ª       | 15'50"      |                       |
| 1986 | Mondiali di cross | Colombier       | Corsa seniores | 5ª        | 15'18"5     |                       |
| 1986 | Europei           | Stoccarda       | Maratona       | Oro       | 2h28'38"    |                       |
| 1987 | Mondiali di cross | Varsavia        | Corsa seniores | 24ª       | 17'32"      |                       |
| 1987 | Mondiali          | Roma            | Maratona       | Oro       | 2h25'17"    | Record dei campionati |
| 1988 | Giochi olimpici   | Seul            | Maratona       | Oro       | 2h25'40"    |                       |
| 1990 | Europei           | Spalato         | Maratona       | Oro       | 2h31'27"    |                       |
| 1991 | Mondiali          | Tokyo           | Maratona       | dnf       | dnf         |                       |

## Altre competizioni internazionali
1981
- Oro alla Corrida Internacional de São Silvestre ( San Paolo)

1982
- Oro alla Corrida Internacional de São Silvestre ( San Paolo)

1983
- Oro alla Maratona di Chicago ( Chicago) - 2h31'12"
- Oro alla Maratona di Rotterdam ( Rotterdam) - 2h32'27"
- Oro alla Stramilano ( Milano) - 1h13'22"
- Oro alla Corrida Internacional de São Silvestre ( San Paolo)

1984
- Oro alla Maratona di Chicago ( Chicago) - 2h26'01"
- Oro alla Corrida Internacional de São Silvestre ( San Paolo)

1985
- Bronzo alla Maratona di Chicago ( Chicago) - 2h23'29"
- Oro alla Great North Run ( Newcastle upon Tyne) - 1h09'54"
- Oro alla Corrida Internacional de São Silvestre ( San Paolo)

1986
- Oro alla Maratona di Tokyo ( Tokyo) - 2h27'15"
- Oro alla Corrida Internacional de São Silvestre ( San Paolo)

1987
- Oro alla Maratona di Boston ( Boston) - 2h25'21"

1988
- Oro alla Maratona di Boston ( Boston) - 2h24'30"

1989
- Argento alla Maratona di Los Angeles ( Los Angeles) - 2h35'27"
- Oro alla Foulee de Montmartre ( Parigi), 15 km - 52'11"

1990
- Oro alla Maratona di Boston ( Boston) - 2h25'24"
- Oro alla Osaka International Ladies Marathon ( Osaka) - 2h27'47"
- Oro alla Great North Run ( Newcastle upon Tyne) - 1h09'33"
- Oro alla 10 miglia di Anversa ( Anversa) - 53'16"

1991
- Oro alla Maratona di Londra ( Londra) - 2h26'14"
- Oro alla Mezza maratona di Lisbona ( Lisbona) - 1h09'52"
- Argento alla Great South Run ( Portsmouth), 10 miglia - 53'40"
- Oro alla San Silvestro Vallecana ( Madrid)